# 化学イオン化

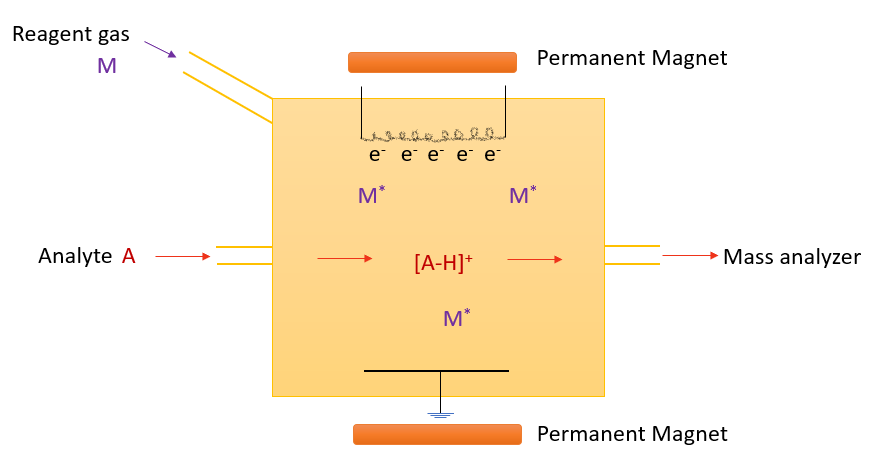
化学イオン化源の概略図

化学イオン化（かがくイオンか、英語: Chemical ionization、略称: CI）は、質量分析で用いられるソフトイオン化技術である。1966年に初めてBurnaby Munsonとフランク・H・フィールドにより導入された。この技術は気体イオン分子化学の1分野である。試薬ガス分子が電子イオン化によりイオン化され、続いて分析対象の分子をイオン化するために気相中にあるこれと反応する。負イオン化学イオン化 (Negative chemical ionization, NCI)、電荷交換化学イオン化および大気圧化学イオン化 (APCI) はこの技術を変成した一般的なものである。化学イオン化は有機化合物の同定、構造決定、および定量において重要な用途を持つ。化学イオン化における有用性は分析化学における応用の他にも生化学、生物学、医薬の分野にまで及ぶ。

## 動作原理
化学イオン化はEI法と比較して必要なエネルギー量が少ないが、使用する反応物質により異なる。この低エネルギーイオン化機構はフラグメンテーションをほとんどもしくは全くもたらさず、より単純なスペクトルをもたらす。フラグメンテーションが欠如していることにより、イオン化種について決定されうる構造情報の量が制限される。しかし、典型的なCIマススペクトルは容易に同定可能なプロトン付加分子[M+1]+のイオンピークが観測され、これにより試料分子の質量を容易に決定できる。この技術は試薬ガスから分析物への高質量物質の移動を必要とし、それゆえフランク=コンドンの原理がイオン化過程を支配しない。よってCIは、EI内の衝撃電子のエネルギーが高く、その結果分析物のほとんどがフラグメンテーションし分子イオンピークが検出されにくくなったり完全に無くなってしまう場合に有用である。

## 器具
CIはイオン化にEIと共通のイオン源を使用するが、いくつか違う点がある。イオン-ガス間の反応を促進するために、チャンバーは約1 torrの圧力に保たれる。電子はタングステン、レニウム、イリジウム製の金属フィラメントを介して生成され、高いエネルギーを持っているため電離箱内を長い距離移動する。CIはEIとは異なり電子ビームはチャンバーの端までは行かないため、磁石および電子トラップが必要ではない。チャンバー内の圧力は10−4 torr以下に保たれる。

## メカニズム
CI実験はチャンバー内での気相酸-塩基反応の使用を伴う。イオンは分析物とイオン源に存在する試薬ガスのイオンとの衝突により生成される。一般に用いられる試薬ガスにはメタン、アンモニア、水、イソブタンなどがある。イオン源の中には試薬ガスが分析物と比べ大過剰に存在している。約200-500 eVのエネルギーでイオン源に入る電子は試薬ガスを優先的にイオン化する。その後、イオン/分子反応でより安定な試薬イオンが生成され、その結果として起こる他の試薬ガス分子との衝突によりイオン化プラズマが生成される。分析物の陽イオンおよび陰イオンはこのプラズマとの反応により形成される。
試薬ガスとしてメタンを用いた場合は以下の反応が起こる可能性がある。

### 一次イオン形成
{\displaystyle {\ce {CH4{}+e^{-}->CH4^{+\bullet }{}+2e^{-}}}}

### 二次試薬イオン
{\displaystyle {\ce {CH4{}+CH4^{+\bullet }->CH5+{}+CH3^{\bullet }}}}
{\displaystyle {\ce {CH4 + CH3^+ -> C2H5+ + H2}}}

### イオン生成
{\displaystyle {\ce {M + CH5+ -> CH4 + [M + H]+}}}    (プロトン化)
{\displaystyle {\ce {AH + CH3+ -> CH4 + A+}}}    ({\displaystyle {\ce {H^-}}} 抽出)
{\displaystyle {\ce {M + C2H5+ -> [M+ C2H5]+}}}    (付加体形成)
{\displaystyle {\ce {A + CH4+ -> CH4 + A+}}}    (電荷交換)
アンモニアが試薬ガスの場合
{\displaystyle {\ce {NH3{}+e^{-}->NH3^{+\bullet }{}+2e^{-}}}}
{\displaystyle {\ce {NH3{}+NH3^{+\bullet }->NH4+{}+NH2}}}
{\displaystyle {\ce {M + NH4^+ -> MH+ + NH3}}}
イソブタンを試薬ガスとすると
{\displaystyle {\ce {C4H10{}+e^{-}->C4H10^{+\bullet }{}+2e^{-}}}({\ce {+C3H7+}}{\text{and other ions}})}
{\displaystyle {\ce {C3H7^{+}{}+C4H10^{+\bullet }->C4H9^{+}{}+C3H8}}}
{\displaystyle {\ce {M + C4H9^+ -> MH^+ + C4H8}}}
試薬イオンが分析物がイオン化した形である場合、自己化学イオン化が可能である。

## 利点と限界
電子の衝突により生成された高エネルギー分子イオンは、そのエネルギーを衝突を介して中性分子に渡す。これにより分析物のフラグメンテーションが少なくなり、それゆえ未知の分析物の分子量を決定することができる。フラグメンテーションの程度は試薬ガスの適切な選択により制御される。CIにより与えられるスペクトルは他のイオン化方法と比較して単純であり高感度である。さらにCIのいくつかのバリエーションをクロマトグラフィー分離技術と組み合わせることができ、それによって化合物の同定における有用性が向上する。しかし、この手法は揮発性化合物に限られ、フラグメンテーションが少ないため、得ることのできる情報も少ない。

## 応用

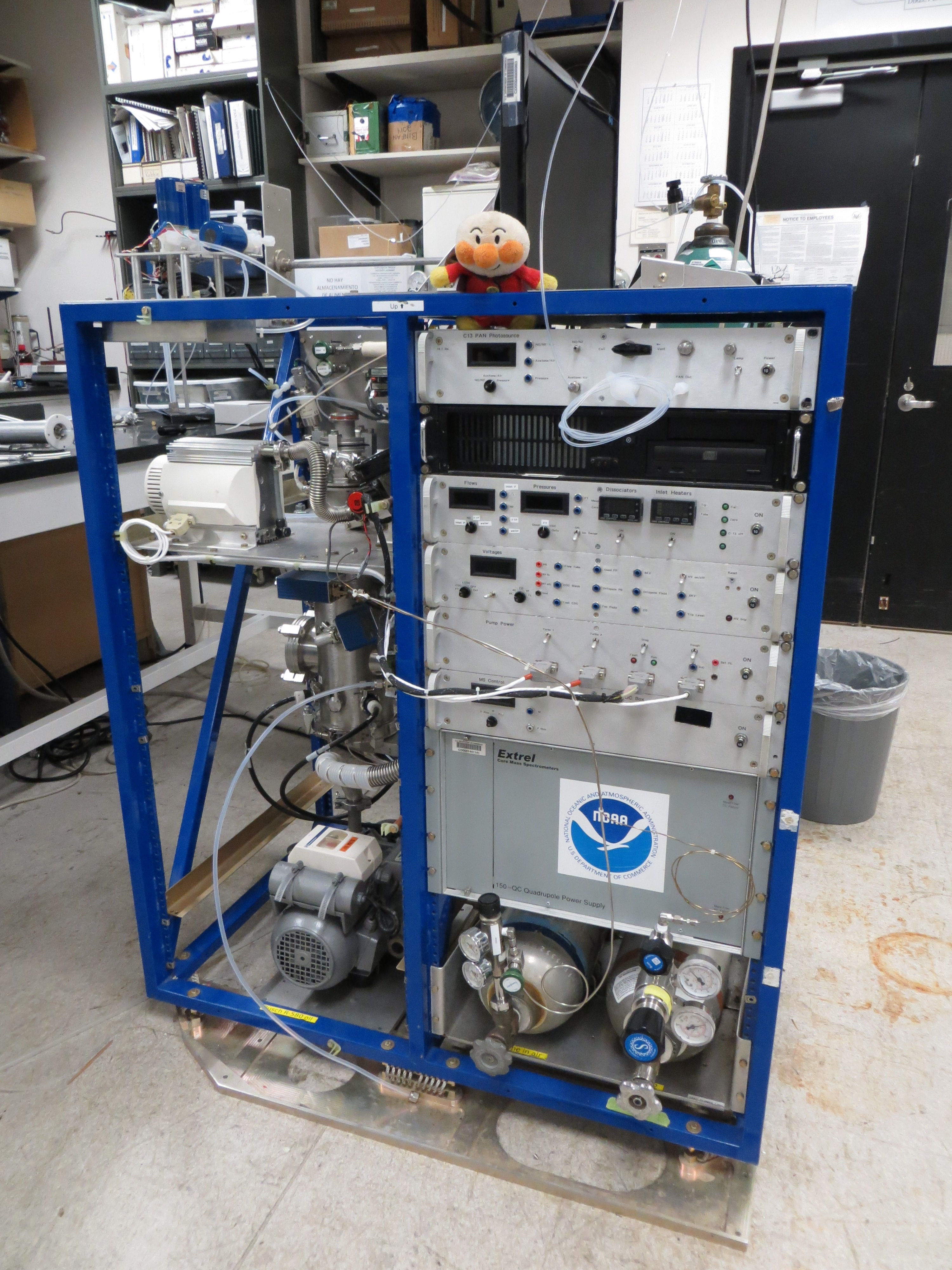
アメリカ海洋大気庁にあるペルオキシ硝酸塩化学イオン化質量分析計

CI質量分析法は有機化合物の構造解明における有用な手段である。[M+1]+ の形成により存在する官能基を推測するために使用できる安定分子が排除されるため、CIによる質量分析が可能である。これに加え、CIはフラグメンテーションが広範ではないため、分子イオンピークを検出する能力を高める。化学イオン化はガスクロマトグラフィー、高速液体クロマトグラフィー、キャピラリー電気泳動のようなクロマトグラフィー分離技術と組み合わせることにより、サンプル中に存在する分析物を同定および定量するためにも使用されうる。これにより化合物の混合物からの分析物の選択的イオン化が可能になり、正確な結果を得ることができる。

## 別の種類

### 負の化学イオン化 (Negative chemical ionization, NCI)
気相分析のための化学イオン化は正もしくは負のいずれかである。ほとんど全ての中性の分析物は、上記の反応を通して陽イオンを形成することができる。
負の化学イオン化（略称: NCIまたはNICI）による反応を見るためには、分析物は例えば電子捕獲イオン化によって負のイオンを生成する（負の電荷を安定にする）ことができなければならない。全ての分析物がこれを行うことができるわけではないため、NCIを使うことで他の一般的なイオン化技術（EI、PCI）ではできないある程度の選択性が得られる。NCIは酸性基もしくは電気陰性元素（特にハロゲン）を含む化合物の分析に使える:23。さらに、負の化学イオン化はより選択的であり、酸化剤およびアルキル化剤に対してより高い感度を示す。
ハロゲン原子は電気陰性度が高いため、NCIはその分析に対しては一般的な選択である。これにはPCB、農薬、難燃剤などの化合物の多くが含まれる。これらの化合物のほとんどは環境汚染物質であるため、行われるNCI分析の多くは環境分析の援助のもとでなされている。非常に低い検出限界が必要とされる場合はハロゲン化種、酸化剤、アルキル化剤のような環境毒性物質は、しばしばガスクロマトグラフにつながった電子捕獲型検出器を用いて分析される。
負イオンは、近熱エネルギー電子の共鳴捕獲、低エネルギー電子の解離捕獲やプロトン移動、電荷移動、水素化物移動などのイオン-分子相互作用を介して形成される。負イオン技術含む他の方法と比較して、NCIは溶媒がない中でも陰イオンの反応性をモニターすることができるので非常に都合が良い。電子親和力と低原子価のエネルギーもこの手法で決定できる。

### 電荷交換化学イオン化
これもCIと類似であり、その違いは奇数個の電子を持つラジカルカチオンの生成にある。試薬ガス分子は高エネルギー電子に衝突され、それにより生成される試薬ガスイオンは分析物から電子を引き抜きラジカルカチオンを形成する。この技術に使われる一般的な試薬ガスはトルエン、ベンゼン、NO, Xe, Ar, Heである。
試薬ガスの選択に対して慎重に制御を行い、試薬ガスラジカルカチオンの共鳴エネルギーと分析物のイオン化エネルギーとの間の差に対して考察することでフラグメンテーションを制御することができる。電荷交換化学イオン化の反応は以下の通り。

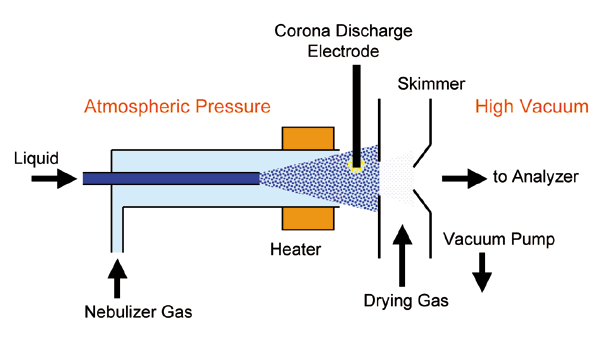
大気圧化学イオン化源

{\displaystyle {\ce {He{}+e^{-}->He^{+\bullet }{}+2e^{-}}}}
{\displaystyle {\ce {He^{+\bullet }{}+M->M^{+\bullet }}}}

### 大気圧化学イオン化 (Atmospheric-pressure chemical ionization, APCI)
大気圧放電における化学イオン化は大気圧化学イオン化 (APCI) と呼ばれ、試薬ガスとして通常水を用いる。APCI源は、溶離液を噴霧する液体クロマトグラフィー口、加熱蒸発器の管、コロナ放電針、10−3 torr真空へのピンホール口からなる。分析物は気体もしくは液体スプレーであり、イオン化は大気圧コロナ放電を用いて達成される。このイオン化法は、高性能の液体クロマトグラフィーと組み合わされ、ここで溶離分析物を含む移動相が高流速の窒素やヘリウムで噴霧され、エアロゾルスプレーがコロナ放電をうけてイオンを生成する。これは比較的極性が低く熱的に安定でない化合物に適用できる。APCIとCIの違いは、APCIは大気圧下で機能することである。大気圧下では衝突の頻度は高くなる。これにより感度およびイオン化効率を向上させることができる。

## 関連書目
- Harrison, Alex. G. (1992). Chemical ionization mass spectrometry (2. ed.). Boca Raton, Fla. [u.a.]: CRC Press. ISBN 9780849342547
- Hunt, Donald F.; McEwen, Charles N.; Harvey, T. Michael. (2002). “Positive and negative chemical ionization mass spectrometry using a Townsend discharge ion source” (英語). Analytical Chemistry 47 (11):  1730–1734. doi:10.1021/ac60361a011.
- Dass, Chhabil (2007). Fundamentals of contemporary mass spectrometry ([Online-Ausg.]. ed.). Hoboken, N.J.: Wiley-Interscience. ISBN 9780470118498